# Муганло (Гардабанский муниципалитет)
Муганло (груз. მუღანლო, азерб. Muğanlı) — село в административном подчинении сельской административно-территориальной единицы Сартичала Гардабанского муниципалитета, края Квемо-Картли Грузии с 99 %-ным азербайджанским населением. Находится в юго-восточной части Грузии, на территории исторической области Борчалы.

## История
Название села впервые упоминается в исторических документах 1886 года, во время проведенной в регионе переписи населения. В некоторых документах село проходит под названием Сертчала (азерб. Sərtçala).

### Топоним
Топоним села Муганло (азерб. Muğanlı) связан с названием тюркского племени Муг/Мугань.
На протяжении последних лет население села Муганло ведет борьбу за сохранение названия села как топонимической особенности, указывающей на принадлежность данного села к определенному этническому меньшинству, в данном конкретном случае – к азербайджанцам. По данным «Правозащитной мониторинговой группы национальных меньшинств Грузии», Секретариат Рамочной Конвенции о защите прав человека Совета Европы признал справедливым требования местного населения о сохранении названий топонимики данного села.

## География
Село расположено на Йорском плато, Самгорской долине, на правом берегу реки Йор, у подножия горы Алван, в 47 км от Тбилиси, на 45 км автодорогои Тбилиси-Кахети, на высоте 740 метров над уровнем моря.

## Население
По данным Государственного статистического комитета Грузии, согласно официальной переписи 2002 года, численность населения села Муганло составляет 3558 человек и на 99 % состоит из азербайджанцев.

## Экономика
Население в основном занимается овцеводством, скотоводством и овощеводством.

## Достопримечательности
- Средняя школа — функционирует с 1913 года.[6][9]

## Известные уроженцы
- Ашуг Ариф;[6]
- Тахир Гасымов — учёный;[6]
- Казым Аллахъяров — учёный;[6]
- Шафига Гасымова — учёный;[6]
- Интизар Шабанов — учёный;[6]
- Худаверди Гасымов — учёный;[6]
- Эйваз Аллазоглу — писатель;[6][10]
- Айхан Айваз — писатель, журналист;[11]

## Интересные факты
- Азербайджанский писатель Дильгам Танрыгулу посвятил селу Муганлы серию очерков, в своей книге «Qırx qapıdan biri bağlı» (рус. «Из сорока дверей одна закрытая»).[6]
- Каждый год, 22 марта, жители села Муганлы отмечают Новруз Байрам — праздник прихода весны. Но, в отличие от других азербайджанонаселенных сел Грузии, жители села отмечают данный праздник с особой торжественностью. Готовятся к Новрузу заранее. В этот день проходят различные мероприятия, среди которых главным является шествие деревенской молодежи, облаченной в национальные азербайджанские костюмы, а также в карнавальные костюмы мифических животных. 22 марта в село съезжаются гости с близлежащих сел и городов Грузии, а также из Азербайджана и Турции. По всему селу развешиваются флаги трех государств, разноцветные шары и гирлянды.[12]
- Весной 2016 года в рамках гастрономической грузинской экспедиции село посетили известный украинский ресторатор Игорь Сухомлин и журналист Артур Оруджалиев, чей отец родился и вырос в Муганло.